# Ulla Galm
Ulla Galm (geborene Frieboes; * 25. April 1913 in Bonn; † 5. September 1988) war eine deutsche Autorin und Übersetzerin.

## Leben
Galm war die Tochter von Walther Frieboes sowie die Nichte von Bundespräsident Theodor Heuss. Auf dessen Einladung verbrachte sie 1956 mehrere Wochen in der Villa Hammerschmidt, wo sie im „Naumann-Zimmer“ an ihrer Dissertation arbeitete. Als promovierte Volkswirtin war Galm nach 1972 Auslandsmitarbeiterin der Friedrich-Naumann-Stiftung. Sie war von 1964 bis 1972 Mitglied im Kuratorium der Friedrich-Naumann-Stiftung und von 1962 bis 1965 sowie von 1979 bis 1988 Mitglied in deren Beirat.

## Werke
Als Autorin
- August Borsig, Stapp, Berlin 1987, ISBN 978-3-87776-167-0.
- Alt – und trotzdem viele Chancen, Lübbe, Bergisch Gladbach 1986, ISBN 978-3-404-60146-2.
- Clara von Simson. Tochter aus liberalem Hause, Stapp, Berlin 1984.
- Die Jahre dazwischen. Wie behalte ich den Anschluss ans Berufsleben? Ratschläge und Informationen für junge Mütter, Lübbe, Bergisch Gladbach 1983, ISBN 978-3-404-66058-2.
- Beiträge der Institutionalisten zur Bildung einer Theorie des Konsumentenverhaltens, Frankfurt a. Main, Univ., Diss., 1957.

Als Herausgeberin
- Walter Erbe – Liberaler aus Passion, Nomos, Baden-Baden 1987, ISBN 978-3-7890-1459-8.

Als Übersetzerin
- Harold S. Kushner: Wenn guten Menschen Böses widerfährt, Gütersloh 1986.
- Sybille Bedford: Der Fall John Bodkin Adams,  Dt. Buch-Gemeinschaft, Berlin 1962.
- Edward Grierson: Die Dame in der schwarzen Robe, Dt. Bücherbund, Stuttgart 1961.
- Reginald Arkell: Neue Götter, alte Glocken,  Wunderlich, Tübingen 1958.